# Роберт Райнінгер
Роберт Райнінгер (нім. Robert Reininger; нар. 20 січня 1958) — колишній австрійський тенісист.
Найвищу одиночну позицію світового рейтингу — 182 місце досяг 3 січня 1983, парну — 224 місце — 8 жовтня 1984 року.
Здобув 1 парний титул.

## Фінали Гран-прі за кар'єру

### Парний розряд: 1 (1–0)
| Результат | W/L | Дата     | Турнір          | Покриття  | Партнер           | Суперники                  | Рахунок       |
| --------- | --- | -------- | --------------- | --------- | ----------------- | -------------------------- | ------------- |
| Перемога  | 1–0 | Гру 1980 | Софія, Болгарія | Килим (i) | Гармут Кірхгюбель | Вадим Борисов Томас Еммріх | 4–6, 6–3, 6–4 |